# Ерофей Хабаров
Ерофей Павлович Хабаров (на руски: Ерофе́й Па́влович Хаба́ров-Святи́тский) е руски пътешественик-изследовател.

## Произход и първи плавания (ок.1603 – 1649)
Роден е около 1603 година в някогашното село Дмитриево, Руско царство (днес в Архангелска област, Русия).
През 1625 г. осъществява плаване от Тоболск до търговския център Мангазея в долното течение на река Таз. През 1628 г., заедно с по-малкия си брат, отново плава до Мангазея, а на следващата година е отправен от местния войвода към река Хета, в източната част на п-ов Таймир.
През 1632 г. братята се прехвърлят на река Лена и започват търговия с ценни животински кожи, а през 1637 г. му е позволено да закупи земя, на която започва да добива сол. Скоро обаче Хабаров се скарва с местния войвода Пьотър Головин и е изпратен в затвора. От там подава молба за помилване, която в края на 1645 г. е уважена, но полагащите му се 500 рубли, които трябва да му бъдат върнати поради незаконното му задържане, така и не получава.

## Експедиция до река Амур (1649 – 1653)
През март 1649 г. новият якутски войвода Дмитрий Андреевич Францбеков организира голяма група якутски казаци за достигане до река Амур, като начело на отряда е назначен Хабаров. Войводата отпуска на Хабаров в кредит военно снаряжение и оръжие (вкл. няколко оръдия), селскостопански инвентар, няколко плавателни съда и пари с много голяма лихва. С отпуснатите средства Хабаров набира отряд от около 70 души.
През есента на 1649 г. тръгва от Якутск на юг по река Лена, изкачва се по река Ольокма (десен приток на Лена) и по нейния приток река Тунгир. През зимата на 1649 – 1650 г. преминава през планината Ольокмински Становик и през февруари 1650 се установява на зимуване в долината на река Урка (ляв приток на Амур). Там оставя известна част от хората си и на 26 май 1650 г. се връща в Якутск, като донася със себе чертеж на Даурската земя и започва да набира доброволци за поход в Даурия. Успява да събере 110 души. Войводата Францбеков му дава още 27 души и 3 оръдия и през есента на 1650 г. се завръща в зимовището на река Урка.
В изоставената руска крепост Албазин през зимата на 1650 – 1651 г. Хабаров построява неголяма флотилия, с която през юни 1651 започва спускане по Амур. По време на плаването руснаците водят няколко сражения с даурите, в които излизат победители и през август 1651 г. достига до устието на река Зея. След като завзема тамошната Даурска крепост и налага данък във вид на ценни животински кожи на местните племена, флотилията на Хабаров продължава надолу по течението на Амур. В края на септември руският отряд достига до селищата на нанайците, някъде около устието на река Усури, и остава там на трето зимуване. През март 1652 г. руснаците разбиват голям (около 1000 души) манджурски отряд, който се опитва с щурм да превземе построената от тях крепост. Хабаров разбира, че с малките сили, с които разполага, няма да успее да задържи тези земи, и след размразяването на реката започва обратно плаване нагоре по нея. Там по течението среща руски подкрепления и с тях отново се спуска надолу по реката, като провежда четвърто зимуване около устието на река Сунгари.
През пролетта на 1653 г. руските казаци се завръщат в устието на Зея, а през лятото плават нагоре и надолу по Амур, като събират данък от местните племена. През август 1653 г. от Москва пристига царски вестоносец, който донася награди за Хабаров и неговите спътници, но го отстранява от ръководството на отряда и го повежда към столицата.
По време на 4-годишното си пребиваване в Даурия Хабаров успява с мирни средства и с оръжие да въведе местните народи даури, дючери, нанайци, нивхи, буряти, тунгуси и др. в руско поданство. Събира ясак (данък) от тях под формата на ценни животински кожи и го изпраща в хазната. Строи укрепления, сее ръж и овес, развъжда добитък и развива риболовството. Търси полезни изкопаеми и воюва с китайските манджурски войски.

## Следващи години (1653 – 1671)
След пристигането си в Москва, Хабаров дава отчет пред царя за своето пътуване, помилван е, личното му имущество му е върнато и е зачислен на държавна служба, но не му разрешават да се върне на Амур. Връща се на река Лена в селището Киренга и се заема със селско стопанство – сее жито, отглежда животни, построява мелница и кожарска работилница. Построява църква в Киренгския манастир и малко преди смъртта си завещава на манастира всичките си имоти.
По непотвърдени данни от архивите на манастира умира на 9 февруари 1671 г.

## Памет
Неговото име носят:
- административен край (Хабаровски край), в Далечния Изток, Русия;
- град Хабаровск (48°29′ с. ш. 135°04′ и. д. / 48.483333° с. ш. 135.066667° и. д.), в Русия, административен център на Хабаровски край;
- селище от градски тип Ерофей Павлович (53°58′ с. ш. 121°57′ и. д. / 53.966667° с. ш. 121.95° и. д.), в Амурска област, Русия;
- улица „Ерофей Павлович Хабаров“, в градовете Братск, Оренбург, Уст Кут, Хабаровск, Якутск и др.